# Tamalpais-Homestead Valley, California
Tamalpais-Homestead Valley, California (енгл. Tamalpais-Homestead Valley) насељено је место без административног статуса у америчкој савезној држави Калифорнија.

## Демографија
По попису из 2010. године број становника је 10.735, што је 44 (0,4%) становника више него 2000. године.
| Група             | 2000.         | 2010.         |
| Белци             | 9.341 (87,4%) | 9.123 (85,0%) |
| Афроамериканци    | 101 (0,9%)    | 91 (0,8%)     |
| Азијати           | 533 (5,0%)    | 592 (5,5%)    |
| Хиспаноамериканци | 409 (3,8%)    | 499 (4,6%)    |
| Укупно            | 10.691        | 10.735        |